# Cordia lasiocalyx
Cordia lasiocalyx är en strävbladig växtart som beskrevs av Henri François Pittier. Cordia lasiocalyx ingår i släktet Cordia, och familjen strävbladiga växter. Inga underarter finns listade i Catalogue of Life.